# Métal réfractaire
| H  |    |    |    |    |    |    |    |    |    |    |    |    |    |    |    |    |    | He |
| Li | Be |    |    |    |    |    |    |    |    |    |    |    | B  | C  | N  | O  | F  | Ne |
| Na | Mg |    |    |    |    |    |    |    |    |    |    |    | Al | Si | P  | S  | Cl | Ar |
| K  | Ca | Sc |    | Ti | V  | Cr | Mn | Fe | Co | Ni | Cu | Zn | Ga | Ge | As | Se | Br | Kr |
| Rb | Sr | Y  |    | Zr | Nb | Mo | Tc | Ru | Rh | Pd | Ag | Cd | In | Sn | Sb | Te | I  | Xe |
| Cs | Ba | La | *  | Hf | Ta | W  | Re | Os | Ir | Pt | Au | Hg | Tl | Pb | Bi | Po | At | Rn |
| Fr | Ra | Ac | ** | Rf | Db | Sg | Bh | Hs | Mt | Ds | Rg | Cn | Nh | Fl | Mc | Lv | Ts | Og |
|    |    |    | *  | Ce | Pr | Nd | Pm | Sm | Eu | Gd | Tb | Dy | Ho | Er | Tm | Yb | Lu |    |
|    |    |    | ** | Th | Pa | U  | Np | Pu | Am | Cm | Bk | Cf | Es | Fm | Md | No | Lr |    |
| -- | -- | -- | -- | -- | -- | -- | -- | -- | -- | -- | -- | -- | -- | -- | -- | -- | -- | -- |

| __ Métaux réfractaires | __ Définition plus large de métaux réfractaires | __ Métalloïdes réfractaires |

Les métaux réfractaires sont une classe de métaux qui sont extrêmement résistants à la chaleur et à l'usure. L'expression est surtout utilisée dans le contexte de la science des matériaux, la métallurgie et l'ingénierie. La définition des éléments qui appartiennent à ce groupe peut varier. Avec la définition la plus courante, ce groupe comprend 5 éléments, deux de la cinquième période, le niobium et le molybdène, et trois de la sixième période, le tantale, le tungstène et le rhénium. Ils partagent tous certaines propriétés, par exemple, ils ont tous un point de fusion supérieur à 2 000 °C. Ils sont chimiquement inertes et ont une densité relativement élevée. Leur point de fusion élevé fait de la métallurgie des poudres une méthode de choix pour fabriquer des composants à partir de ces métaux. Certaines de leurs applications incluent des outils pour le travail des métaux à haute température, des filaments métalliques, des moules et des récipients pour des réactions chimiques dans des environnements corrosifs. En partie en raison de leur haut point de fusion, les métaux réfractaires ne fluent pas à très haute température.

## Définition
La plupart des définitions du terme « métaux réfractaires » mentionnent le point de fusion exceptionnellement élevé comme une condition essentielle. Selon une des définitions, un point de fusion supérieur à 2 200 °C est nécessaire pour être retenu. Les cinq éléments suivants : niobium, molybdène, tantale, tungstène et rhénium sont inclus dans toutes les définitions, tandis qu'une définition plus large, incluant tous les éléments avec un point de fusion supérieur à 1 850 °C, englobe un nombre approximatif de neuf éléments supplémentaires, le titane, le vanadium, le chrome, le zirconium, le hafnium, le ruthénium, l'osmium et l'iridium. Les éléments transuraniens (ceux au-delà de l'uranium, qui sont tous instables et ne trouvent pas naturellement sur la terre) ne sont jamais considérés comme faisant partie des métaux réfractaires.

## Propriétés

### Physiques
| Nom                | Niobium     | Molybdène    | Tantale      | Tungstène    | Rhénium      |
| Point de fusion    | 2 477 °C    | 2 623 °C     | 3 017 °C     | 3 422 °C     | 3 186 °C     |
| Point d'ébullition | 4 744 °C    | 4 639 °C     | 5 458 °C     | 5 555 °C     | 5 596 °C     |
| Densité            | 8,57 g·cm−3 | 10,28 g·cm−3 | 16,69 g·cm−3 | 19,25 g·cm−3 | 21,02 g·cm−3 |
| Module de Young    | 105 GPa     | 329 GPa      | 186 GPa      | 411 GPa      | 463 GPa      |
| Dureté Vickers     | 1 320 MPa   | 1 530 MPa    | 873 MPa      | 3 430 MPa    | 2 450 MPa    |

Les points de fusion des métaux réfractaires sont les plus élevés de tous les éléments sauf le carbone, l'osmium et l'iridium. Ce point de fusion élevé définit la plupart de leurs applications. Tous ces métaux ont une structure cristalline de type cubique centré, sauf le rhénium qui est un empilement compact de sphères. La plupart des propriétés physiques des éléments de ce groupe varie considérablement parce qu'ils sont membres de différents groupes du tableau périodique,.
La résistance au fluage est une propriété essentielle des métaux réfractaires. Dans les métaux, l'initiation du fluage est en corrélation avec le point de fusion du matériau, le fluage des alliages d'aluminium commence à partir de 200 °C, tandis que pour les métaux réfractaires des températures au-dessus de 1 500 °C sont nécessaires. Cette résistance à la déformation à haute température rend les métaux réfractaires résistants à des forces puissantes à haute température, par exemple dans les moteurs à réaction, ou les outils de frappe,.

### Chimiques
Les métaux réfractaires montrent une grande variété de propriétés chimiques, parce qu'ils font partie de trois groupes distincts dans le tableau périodique des éléments. Ils sont facilement oxydés, mais cette réaction est ralentie dans le métal massif par la formation de couches d'oxyde stable à la surface. Cependant l'oxyde de rhénium est plus volatil que le métal, et donc à haute température la stabilisation contre l'attaque de l'oxygène est perdue, parce que la couche d'oxyde s'évapore. Ils sont tous relativement stables face aux acides.

## Applications
Les métaux réfractaires sont utilisés dans l'éclairage, les outils, les lubrifiants, les barres de contrôle de réaction nucléaire, en tant que catalyseurs, et pour leurs propriétés chimiques ou électriques. En raison de leur point de fusion élevé, les composants métalliques réfractaires ne sont jamais fabriqués par coulée. Le processus de métallurgie des poudres est utilisé. Les poudres de métal pur sont compactées, chauffées à l'aide d'un courant électrique, et d'autres fabriquées par travail à froid avec des étapes de recuit. Les métaux réfractaires peuvent être travaillés en fils, lingots, barres, tôles ou de feuilles.

### Tungstène et alliages de tungstène
Le tungstène a été découvert en 1781 par le chimiste suédois Carl Wilhelm Scheele. Le tungstène a le point de fusion le plus élevé de tous les métaux, à 3 410 °C (6 170 °F).

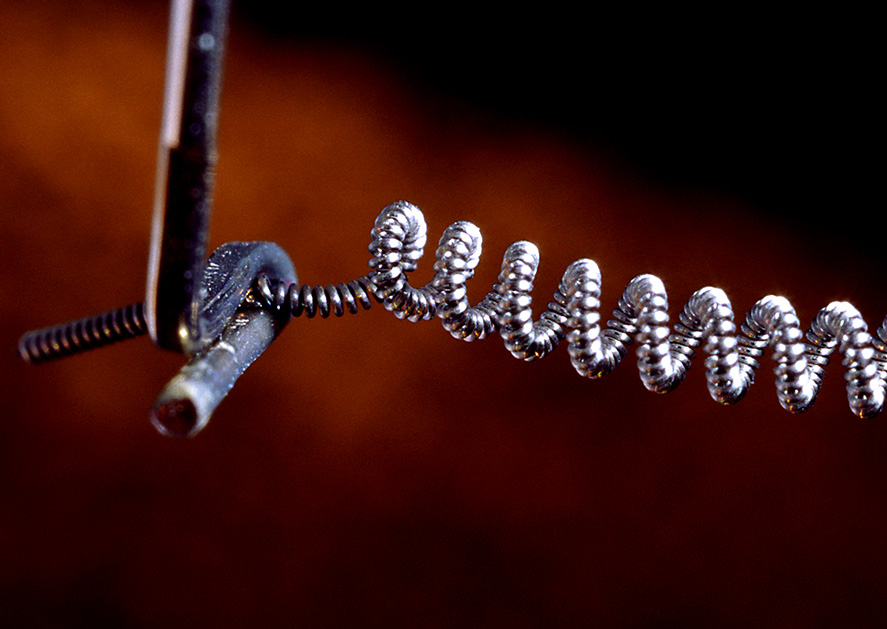
Filament d'une ampoule à incandescence de 200 watts, sous un fort grossissement.

Du rhénium est utilisé dans les alliages de tungstène jusqu'à un taux de 22 %, il améliore la résistance aux températures élevées et la résistance à la corrosion. Du thorium en tant que composé d'alliage est utilisé lorsque des arcs électriques doivent être établis. Celui-ci facilite le contact et stabilise l'arc. Pour la métallurgie de poudre, des liants doivent être utilisés dans le procédé de frittage. Pour la production d'alliage lourd de tungstène, des mélanges liants de nickel et de fer ou de nickel et de cuivre sont largement utilisés. La teneur en tungstène de l'alliage est normalement supérieure à 90 %. La diffusion des éléments liants dans les grains de tungstène est faible, même aux températures de frittage et donc l'intérieur des grains reste constitué de tungstène pur.
Le tungstène et ses alliages sont souvent utilisés dans des applications impliquant des températures élevées, mais encore où une grande résistance est nécessaire, et où la forte densité n'est pas gênante. Les filaments de tungstène équipent la grande majorité des lampes à incandescence des ménages, mais sont également fréquents dans l'industrie d'éclairage comme électrodes dans les lampes à arc. L'efficacité de la conversion de l'énergie électrique en lumière dans les lampes croît avec des températures plus élevées, donc un point de fusion élevé est essentiel pour une application en tant que filament à incandescence. Dans le soudage aux gaz TIG, l'équipement utilise une électrode permanente, non-fusible. Le point de fusion élevé et la résistance à l'usure contre l'arc électrique permet au tungstène d'être un matériau approprié pour l'électrode,. La forte densité et la dureté sont également des propriétés essentielles favorisant l'utilisation du tungstène dans des missiles, par exemple en tant qu'alternative pour les pénétrateurs à énergie cinétique pour les canons de char. Le point de fusion élevé du tungstène en fait un bon matériau pour des applications comme des tuyères de fusée, par exemple dans l'UGM-27 Polaris. Quelques-unes des applications du tungstène ne sont pas liées à ses propriétés réfractaires, mais simplement à sa densité. Par exemple, il est utilisé dans les masses d'équilibrage pour les avions et les hélicoptères ou les têtes de clubs de golf,. Dans ces applications des matériaux denses similaires comme l'osmium plus cher peuvent également être utilisés.

### Alliages de molybdène
Les alliages de molybdène sont largement utilisés, parce qu'ils sont moins chers que les alliages supérieurs de tungstène. L'alliage le plus utilisé est le molybdène TZM, alliage de titane-zirconium-molybdène, composé de 0,5 % de titane et 0,08 % de zirconium (le reste étant du molybdène). L'alliage présente un plus faible fluage et à des températures élevées, rendant des températures de service au-dessus de 1 060 °C possibles pour ce matériau. La résistivité élevée du Mo-30W, un alliage de 70 % de molybdène et 30 % de tungstène, contre l'attaque de zinc en fusion, en fait un matériau idéal pour le moulage du zinc. Il est également utilisé pour construire des vannes pour le zinc en fusion.
Le molybdène est utilisé dans les relais à contacts mouillés au mercure, parce que le molybdène ne fait pas d'amalgames et est donc résistant à la corrosion par le mercure liquide,.
Le molybdène est le métal réfractaire le plus couramment utilisé. Son utilisation principale est pour le renforcement d'un alliage d'acier. Les tubes de structure et les tuyaux contiennent souvent du molybdène, ainsi que de nombreux aciers inoxydables. Sa force à haute température, sa résistance à l'usure et son faible coefficient de frottement sont les propriétés qui lui donne une valeur inestimable en tant que composé d'alliage. Son disulfure, la molybdénite, a d’excellentes propriétés anti-frottement qui conduisent à son incorporation dans les graisses et huiles où fiabilité et performances sont critiques. Les joints homocinétiques pour l'automobile utilisent de la graisse contenant du molybdène. La molybdénite colle facilement au métal et forme un revêtement très dur résistant à la friction. La plupart du minerai de molybdène au monde se trouve en Chine, aux États-Unis, Chili et Canada,,,.

### Alliages de niobium

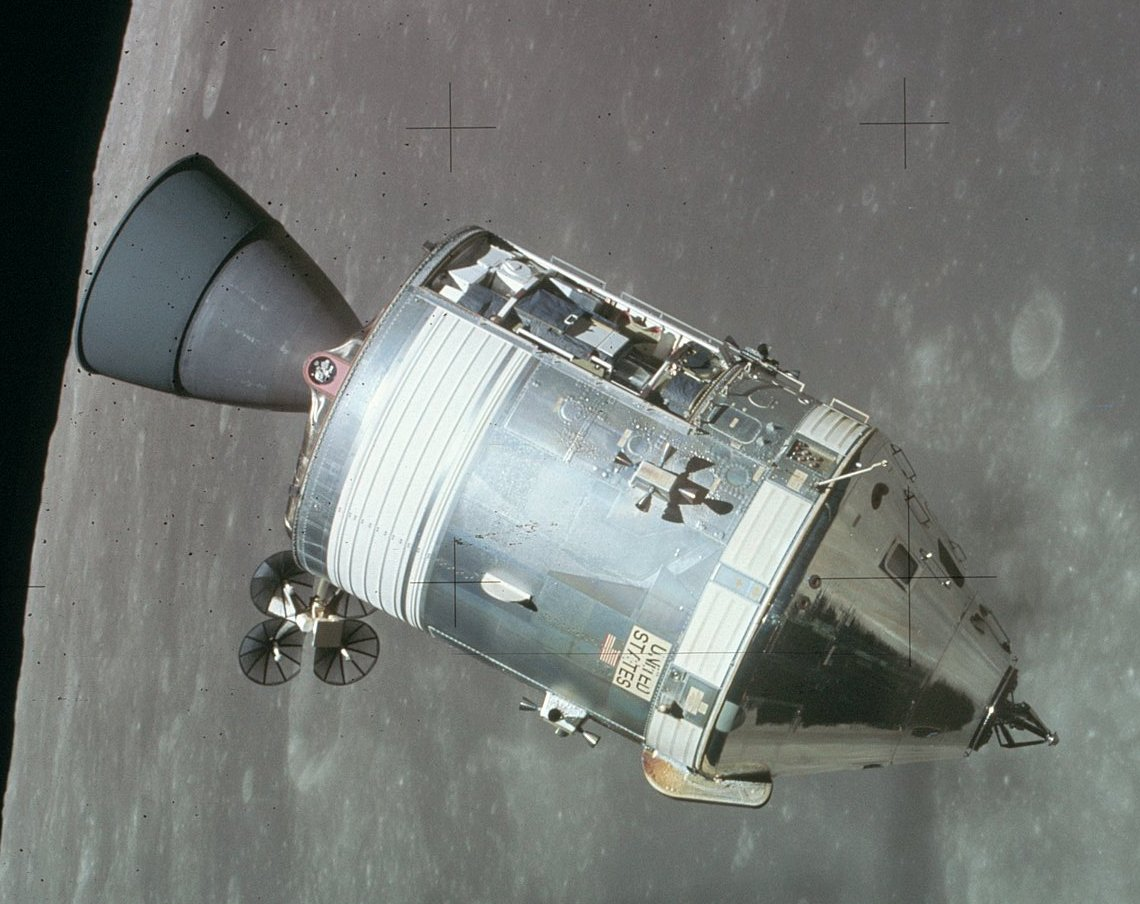
Apollo CSM avec la tuyère noire en alliage niobium-titane

Le niobium est presque toujours trouvé associé au tantale, et a été nommé d'après Niobé, la fille du roi mythologique grec Tantale qui a donné son nom au métal tantale. Le niobium a de nombreux usages, dont certains qu'il partage avec d'autres métaux réfractaires. Il est unique en ce qu'il peut être travaillé par recuit pour aboutir à un large éventail de résistances et d'élasticités, et qu'il est le moins dense des métaux réfractaires. Il peut également être trouvé dans les condensateurs électrolytiques et dans les alliages supraconducteurs. Le niobium peut être trouvé dans les turbines à gaz d'aéronefs, les tubes électronique et les réacteurs nucléaires.
Un alliage utilisé pour les propulseurs de fusée, comme dans le moteur principal des modules lunaires Apollo, est le C103, qui se compose de 89 % de niobium, de 10 % de hafnium et de 1 % de titane. Un autre alliage de niobium a été utilisé pour la tuyère du module de service Apollo. Comme le niobium s'oxyde à des températures supérieures à 400 °C, un revêtement de protection est nécessaire pour ces applications afin d'empêcher l'alliage de devenir cassant.

### Tantale et alliages de tantale
Le tantale est l'une des substances disponibles les plus résistantes à la corrosion.
Plusieurs utilisations importantes ont été trouvées pour le tantale en raison de cette propriété, en particulier dans les domaines médicaux et chirurgicaux, ainsi que dans les environnements acides. Il est également utilisé pour fabriquer des condensateurs électrolytiques de qualités supérieures. Les films de tantale viennent en deuxième position pour ce qui est de la capacité par unité de volume, parmi toute substance, juste après l'aérogel,[réf. nécessaire] et permettent la miniaturisation des composants électroniques et des circuits. Les téléphones mobiles et les ordinateurs contiennent des condensateurs au tantale.

### Alliages de rhénium
Le rhénium est le métal réfractaire le plus récemment découvert. Il se trouve en faibles concentrations avec de nombreux autres métaux, dans les minerais d'autres métaux réfractaires, de platine ou de cuivre. Il est utile comme élément d'alliage avec d'autres métaux réfractaires, où il ajoute de la ductilité et de résistance à la traction. Les alliages de rhénium sont trouvés dans les composants électroniques, les gyroscopes et les réacteurs nucléaires. Le rhénium trouve son utilisation la plus importante en tant que catalyseur. Il est utilisé comme catalyseur dans des réactions telles que l'alkylation, la déalkylation, l'hydrogénation et l'oxydation. Toutefois, sa rareté en fait le plus cher des métaux réfractaires.
Il augmente la cinétique d'oxydation quand il est présent dans un alliage avec le tungstène.

## Fluage des métaux réfractaires
Les métaux et alliages réfractaires ont attiré l'attention des chercheurs en raison de leurs propriétés remarquables et pour leurs perspectives pratiques prometteuses.
Les propriétés physiques des métaux réfractaires, tels que le molybdène, le tantale et le tungstène, leur force, et leur stabilité à haute température rendent ces matériaux appropriés pour les applications métallurgiques à chaud ainsi que pour les technologies de four sous vide. De nombreuses applications spécifiques exploitent ces propriétés : par exemple, les lampes à incandescence à tungstène fonctionnent à des températures allant jusqu'à 3 073 K, et les enroulements de molybdène pour four résistent à 2 273 K.
Toutefois, une fabricabilité pauvre à basse température et une extrême oxydabilité à haute température sont les lacunes de la plupart des métaux réfractaires. Les interactions avec l'environnement peuvent influencer de manière significative leur résistance au fluage à haute température. L'application de ces métaux nécessite une atmosphère protectrice ou un revêtement.
Les alliages métalliques réfractaires de molybdène, de niobium, de tantale et de tungstène ont été appliqués dans les systèmes spatiaux à énergie nucléaire. Ces systèmes ont été conçus pour fonctionner à des températures de 1 350 K à environ 1 900 K. L'environnement ne doit pas interagir avec le matériau en question. Ils sont utilisables avec des fluides caloporteurs spéciaux tels que les métaux alcalins liquides, ainsi que dans les techniques de l'ultravide.
Le fluage à haute température des alliages doit être limité pour les utiliser. Le fluage ne doit pas dépasser 1-2 %. Une complication supplémentaire dans l'étude du fluage des métaux réfractaires sont les interactions avec l'environnement, qui peuvent influer sensiblement sur le fluage.

## Autres lectures
- (en) Levitin, Valim, High Temperature Strain of Metals and Alloys : Physical Fundamentals, Weinheim, WILEY-VCH, 2006, relié (ISBN 978-3-527-31338-9, LCCN 2006482039)
- (en) Brunner, T, « Chemical and structural analyses of aerosol and fly-ash particles from fixed-bed biomass combustion plants by electron microscopy », 1st World Conference on Biomass for Energy and Industry: proceedings of the conference held in Sevilla, Spain, 5–9 June 2000, London, James & James Ltd,‎ 2000
- (en) Donald Spink, « Reactive Metals. Zirconium, Hafnium, and Titanium », Industrial & Engineering Chemistry, vol. 53, no 2,‎ 1961, p. 97–104 (DOI 10.1021/ie50614a019)
- (en) Earl Hayes, « Chromium and Vanadium », Industrial & Engineering Chemistry, vol. 53, no 2,‎ 1961, p. 105–107 (DOI 10.1021/ie50614a020)